# Рюстем паша Ебубекир
Рюстем паша Ебубекир (на турски: Ebubekir Rüstem Paşa) е османски офицер и чиновник.

## Биография
От януари до юли 1843 е валия на Анкарския еялет. От декември 1843 до юни 1846 година е главнокомандващ на анадолската армия. От февруари 1847 до септември 1848 е валия на Одринския еялет. От септември 1848 г. до февруари 1850 г. е валия на Янинския еялет. От февруари 1850 г. до октомври 1851 г. е валия на Трабзонския еялет. От март до юли 1853 година отново е управител в Янина. От август 1853 до февруари 1854 година е солунски валия. От февруари 1854 до декември 1855 отново е валия в Одрин. А от август 1859 до март 1860 година е валия на Скопие.
Умира в 1865 година.